# Eugène Bouret
Pour les articles homonymes, voir Bouret.
Eugène Bouret est un soldat fusillé pour l'exemple pendant la Première Guerre mondiale. Il sera réhabilité dès 1917.

## Les faits
Le 29 août 1914, il est victime d'« obusite », il s'égare et erre à l'arrière du front. Il est arrêté, jugé pour abandon de poste et fusillé avec cinq autres coaccusés le 7 septembre.